# سیتارا دیوی
سیتارا دیوی (نام زمان تولد: دانالکشمی؛ ۸ نوامبر ۱۹۲۰–۲۵ نوامبر ۲۰۱۴) رقصنده سبک کلاسیک کاتاک، خواننده و بازیگر هندی بود. او برنده جوایز و افتخارات متعددی بود و در چندین سالن معتبر در هند و خارج از کشور از جمله رویال آلبرت هال، لندن (۱۹۶۷) و در تالار کارنگی، نیویورک (۱۹۷۶) اجرا کرد. .
سیتارا دیوی در ۸ نوامبر ۱۹۲۰ در کلکته (در آن زمان کلکته) به دنیا آمد، که در آن سال مصادف با جشنواره دانتراس، در آستانه جشنواره هندی دیپاوالی بود. او به افتخار الهه بخت و اقبال که در آن روز پرستش می‌شود، دانلاکشمی نامیده شد.
دوی در جوانی با رابیندرانات تاگور ملاقات کرد که او را تشویق کرد تا هنرهای نمایشی از دست رفته هند مانند کاتاک را احیا کند. رابیندرانات تاگور پس از تماشای اجرای او در زمانی که فقط شانزده سال داشت، او را به عنوان Nritya Samragni (नृत्य सम्राज्ञी) توصیف کرد که به معنای ملکه رقص است. برخی او را ملکه کاتاک می‌دانند.

## زندگی شخصی
سیتارا دیوی چهار بار ازدواج کرد. شوهر اول او آقای دسایی بود. اطلاعات کمی در مورد او وجود دارد. شوهر دوم او نذیر احمد خان (بازیگر) بود (با ناصرخان که داماد نذیر بود اشتباه نشود). اختلاف سنی آنها شانزده سال بود و سیتارا دیوی همسر دوم نذیر بعد از سیکندرا بیگم بود. همچنین تفاوت مذهبی عمیقی وجود داشت، خان مسلمان بود و سیتارا دیوی هندو. در آن زمان (قبل از سال ۱۹۵۶) امکان ازدواج برای افراد دارای مذاهب مختلف وجود نداشت و امکان نداشت که زن و شوهر از مذاهب مختلف باشند.سیتارا برای این ازدواج مسلمان شد. این ازدواج کوتاه مدت و بدون فرزند بود و خیلی زود طلاق گرفتند.
سومین ازدواج سیتارا دیوی با ک. آصف بود که نه تنها پسر عموی شوهر دومش بود، بلکه برادر سیکندرا بیگم نیز بود. این ازدواج نیز چندان دوام نیاورد و بدون فرزند بود.
سیتارا پس از سومین طلاقش، با پراتاپ باروت (نجیب‌زاده هندو با اصالت گجراتی) ازدواج کرد. این زوج یک پسر به نام رنجیت باروت داشتند که در سال ۱۹۵۰ به دنیا آمد

## مرگ
او در بسیاری از سبک‌های رقص از جمله بهاراتاناتیام و بسیاری از اشکال رقص‌های محلی هند یک رقصنده ماهر بود. او همچنین باله روسی و سایر رقص‌های دنیای غرب را آموخت. با بالا رفتن سن، فعالیت‌های رقص او کاهش یافت و او مشغول تدوین کتابی بود که در آن تحقیقات پدرش و او در زمینه رقص به ویژه در سبک رقص کاتاکالی را در بر می‌گرفت. او رقص کاتاک را به مشاهیر بالیوود مانند مادوبالا، رخا، مالا سینها و کاجول آموزش داد. او در نظر داشت تدریس خود را رسمی کند و قصد داشت یک آکادمی آموزشی کاتاک راه اندازی کند.
او در ۲۵ نوامبر ۲۰۱۴ پس از یک بیماری طولانی در بیمارستان Jaslok در بمبئی درگذشت.